# Aurora (vonat)
Az Aurora egy belföldi Trans-Europ-Express járat volt Olaszországban, amely összekapcsolta Rómát Reggio di Calabrival. A vonatot a római hajnal istennőről nevezték el, utalva a vonat kora reggeli indulására Rómából.

## Története

### Trans Europ Express
Az Aurora a már létező, első osztályú kocsikat továbbító, csak Róma és Nápoly között közlekedő Rapidokon alapult. 1974-ben a járatot meghosszabbították Reggio di Calabria-ra, és továbbfejlesztették Trans Europ Express járattá. A déli irányú járat a Rapido 893, az északi irányú járat a Rapido 882 menetrendjét kapta meg, amely már Reggióból Rómába tartott. A Tirrén-tenger Nápoly és Reggio di Calabria közötti festői útvonal ellenére a kihasználtság ezen a szakaszon nagyon alacsony volt, következésképpen az Aurorát 371 nap után, 1975. június 1-jén TEE járatról lefokozták két kocsiosztályú Rapidóvá. 1980. június 1-jén a járatot Palermóig hosszabbították meg a Messinai-szoroson áthaladó vasúti komp használatával. 1987. május 30-án a rapido Aurora közlekedését megszüntették.
| TEE 89 | Ország | Állomás                 | km  | TEE 88 |
| ------ | ------ | ----------------------- | --- | ------ |
| 07:20  | ITA    | Roma Termini            | 0   | 22:05  |
| 08:54  | ITA    | Napoli Mergellina       | 209 | 20:21  |
| 09:04  | ITA    | Napoli Piazza Garibaldi | 214 | 20:11  |
|        | ITA    | Salerno                 | 268 |        |
|        | ITA    | Maratea                 | 407 |        |
|        | ITA    | Lamezia Terme           | 546 |        |
|        | ITA    | Gioia Tauro             | 638 |        |
|        | ITA    | Villa San Giovanni      | 675 |        |
|        | ITA    | Reggio Lido             | 682 |        |
| 13:55  | ITA    | Reggio Calabria         | 684 | 15:25  |

### CityNightLine
Később a CityNightLine újjáélesztette a vonat nevét, amelyet a Bázel-Koppenhága útvonalon közlekedő CNL járat kapott:
Az Aurora megállói:
| Megállók odafelé            | Megállók visszafelé     |
| --------------------------- | ----------------------- |
| Basel SBB                   | Koppenhága főpályaudvar |
| Basel Bad Bahnhof           | Roskilde                |
| Freiburg (Brg) Hauptbahnhof | Ringsted                |
| Offenburg                   | Odense                  |
| Karlsruhe Hauptbahnhof      | Kolding                 |
| Mannheim Hauptbahnhof       | Padborg                 |
| Frankfurt (Main) Süd        | Flensburg               |
| Fulda Hauptbahnhof          | Neumünster              |
| Neumünster                  | Fulda                   |
| Flensburg                   | Frankfurt (Main) Süd    |
| Padborg                     | Mannheim Hbf            |
| Kolding                     | Karlsruhe Hbf           |
| Odense                      | Offenburg               |
| Ringsted                    | Freiburg (Brg) Hbf      |
| Roskilde                    | Basel Bad Bf            |
| Koppenhága főpályaudvar     | Basel SBB               |